# Грецьке економічне диво

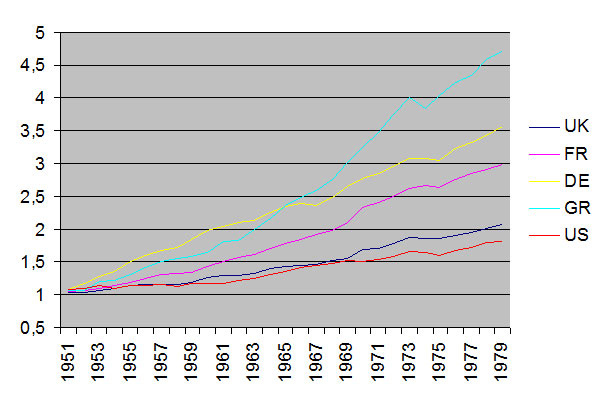
Ріст ВВП у порівнянні з провідними країнами світу (1951–1979 рр.)
UK — Велика Британія,
FR — Франція, DE — Німеччина,
GR — Греція, US — США

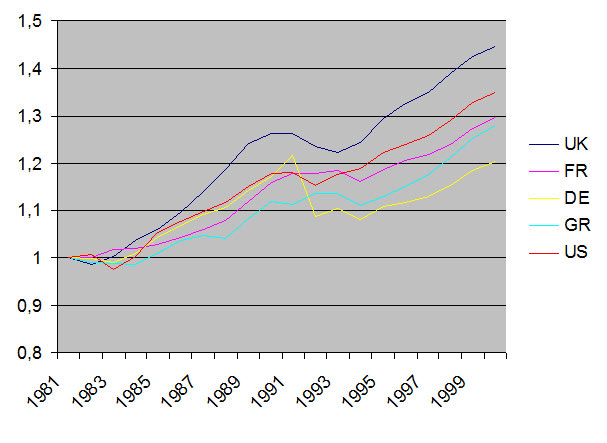
Та ж діаграма, період 1981–1999 рр.

Грецьке економічне диво (грец. Ελληνικό οικονομικό θαύμα) — період високих темпів економічного та соціального розвитку Греції з 1950 до 1973 року. Темпи економічного зростання в країні в середньому досягали 7%. Цей показник був другим у світі після Японії протягом того ж періоду.
Темпи зростання були найбільш високими протягом 1950-х років, часто перевищуючи 10%. Промислове виробництво кілька років щорічно зростало на 10%, в основному в 1960-х роках. На початковому етапі економічне зростання розширило фінансовий розрив між багатими і бідними, поглибивши політичний розкол суспільства. У самій Греції термін «економічне диво» використовується рідко.

## Історія

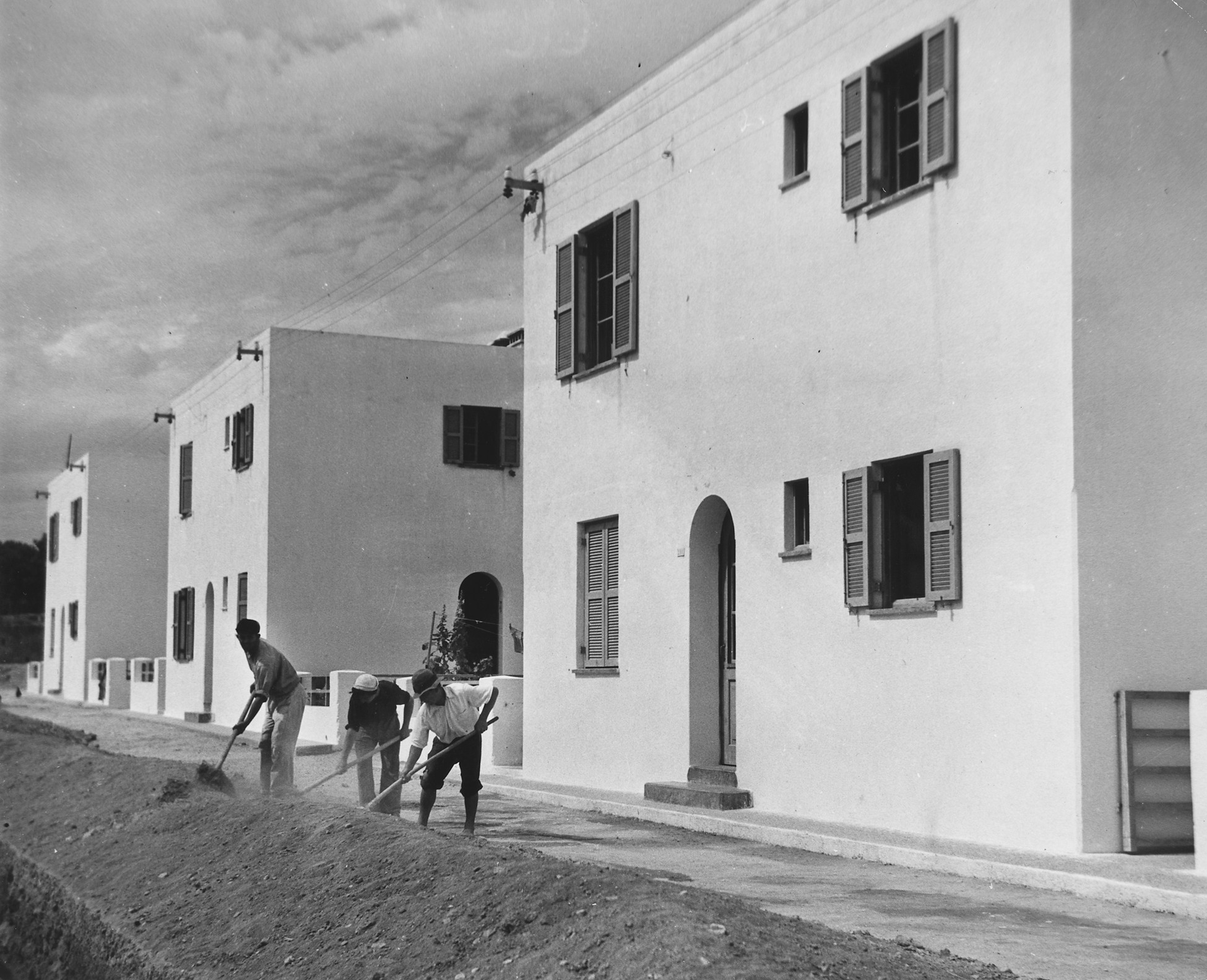
Робітники проводять ремонт вулиці перед новим будинком, побудованим за кошти Плану Маршалла в Греції.

Окупація Греції фашистськими військами з 1941 по 1944 рік і запеклі бої з угрупуваннями Руху Опору мали руйнівні наслідки для інфраструктури та економіки (зокрема, примусові позики, які вимагав окупаційний режим, серйозно девальвували грецьку драхму). Після закінчення Другої світової війни в Греції почалася громадянська війна, яка тривала до 1949 року. До 1950 року відносне положення грецької економіки різко погіршилося. Згідно з британським економістом Ангусом Медісоном, дохід на душу населення за паритетом купівельної спроможності впав з 62% від цього показника у Франції в 1938 році до приблизно 40% в 1949 році.
Швидкому відновленню грецької економіки сприяла низка заходів, у тому числі (на додаток до стимуляції, як і в інших європейських країнах, передбаченої планом Маршалла) різка девальвація драхми, залучення іноземних інвестицій, значний розвиток хімічної промисловості, розвиток туризму та сфери послуг в цілому і, не в останню чергу, масове будівництво, пов'язане з масштабними інфраструктурними проектами і відновленням грецьких міст. Останнє пов'язано з різкою урбанізацією грецьких міст, що замінила малоповерхову забудову монотонними безликими бетонними багатоповерхівками.
Період росту закінчився в 1974 році з падінням військової хунти, коли показник зростання ВВП був найгіршим в післявоєнній історії країни (падіння на 6% за рік). Незначні падіння ВВП відбувалися і в 1980-х, але вони частково компенсувалися тіньовою економікою.
У загальній складності, грецький ВВП зростав 54 роки з 60 після Другої світової та громадянської війни. З 1950 року до економічної кризи 2008 року, за винятком відносного економічного застою 1980-х років, Греція послідовно демонструвала кращі темпи економічного зростання, ніж більшість європейських країн. З початку 1970-х до 1990-х років для країни була нормальною двозначна інфляція, часто ближче до 20%, ніж до 10, поки грошово-кредитна політика не була змінена для відповідності критеріям входження до єврозони.